# Juan Calzadilla
Juan Calzadilla   (Altagracia de Orituco, 16 de maig de 1930 - 15 de juny de 2025) fou un prolífic poeta, pintor i crític d'art veneçolà. Va estudiar a l'Universisad Central de Venezuela i a l'Instituto Pedagógico Nacional. És cofundador del grup El techo de la ballena (1961) i de la revista Imagen (l984). El 1997 rebé el Premio Nacional de Artes Plásticas de Venezuela.

## Obra
- Dictado por la jauría (1962)
- Malos modales (1968)
- Oh smog (1978)
- Antología paralela (1988)
- Minimales (1993)
- Principios de Urbanidad (1997)
- Corpolario (1998)
- Diario sin sujeto (1999)
- Aforemas (2004)
- Vela de armas (2008)
- Noticias del alud (2009)